# Randig buskblomfluga
Randig buskblomfluga (Parasyrphus malinellus) är en tvåvingeart som först beskrevs av Collin 1952.  Randig buskblomfluga ingår i släktet buskblomflugor, och familjen blomflugor. Arten är reproducerande i Sverige. Inga underarter finns listade i Catalogue of Life.